# Indiscreta
Indiscreta (títol original: Indiscreet) és un telefilm americà dirigit per Marc Bienstock, difós l'any 1998 a la televisió. Ha estat doblada al català.

## Argument
Detectiu privat, Michael és contractat per un multimilionari que té dubtes sobre la fidelitat de la seva dona.Però el que l'investigador descobreix és que l'esposa es dedica a cuidar a la seva anciana mare, i passa el temps a la platja prenent massa alcohol i nedant en el mar. Durant una llarga absència del marit, Michael tampoc no troba res en aquest sentit, i quan intenta suïcidar-se, la salva... i s'enamora d'ella. Quan el marit torna, aquest és assassinat. Comença una investigació policíaca i el detectiu serà el principal sospitós de l'assassinat de l'espòs.

## Repartiment
- Luke Perry: Michael Nash
- Vladimir Nemirovsky: Sean Brodie
- Adam Baldwin: Jeremy Butler
- Lisa Edelstein: Beth Sussman
- Kirk Baily: Larry Neal
- James Read: Zachariah Dodd
- Laura Rogers: Katie Johnson
- Gloria Reuben: Eve Dodd
- Peter Coyote: inspector Roos